# Septaleurodicus
Septaleurodicus is een geslacht van halfvleugeligen (Hemiptera) uit de familie witte vliegen (Aleyrodidae), onderfamilie Aleyrodinae.
De wetenschappelijke naam van dit geslacht is voor het eerst geldig gepubliceerd door Sampson in 1943. De typesoort is Septaleurodicus mexicanus.

## Soort
Septaleurodicus omvat de volgende soort:
- Septaleurodicus mexicanus Sampson, 1943